# 李少平 (1956年)
李少平（1956年10月—），男，山西武乡人，中华人民共和国政治人物。西南政法学院法律系刑法专业毕业，研究生学历，法学硕士学位，教授。曾任最高人民法院副院长、二级大法官。

## 生平
1975年4月参加工作，1977年6月加入中国共产党。2003年1月，任四川省高级人民法院院长。2008年1月，任天津市高级人民法院院长。2013年10月，任最高人民法院副院长、审判委员会委员。2016年12月，任最高人民法院第五巡回法庭庭长。
2013年，当选第十二届全国人民代表大会天津地区代表。2018年1月，当选第十三届全国政协委员。
2021年8月，卸任最高人民法院副院长、审判委员会委员、第五巡回法庭庭长、审判员职务。